# Club Deportivo Pinozá
El Club Deportivo Pinozá, es un equipo de fútbol paraguayo con sede en el barrio Vista Alegre de la ciudad de Asunción. El club fue fundado el 11 de enero de 1922 y actualmente se encuentra en la Primera División C, cuarta división del fútbol paraguayo.

## Historia
El club fue fundado en el barrio Pinozá por un grupo de vecinos, en la ciudad de Asunción. Luego de muchos años consiguió unos terrenos para su cancha propia en un barrio vecino, gracias a la aprobación del expresidente de la república Alfredo Stroessner, quien le había hecho un favor de amigos a su peluquero Hilario Aguilera, gestor principal de dicho hecho.
Tradicionalmente ha disputado los clásicos de la zona junto a los clubes Fernando de la Mora y 24 de Septiembre (ya extinto).
Llegó a competir en los campeonatos de la desaparecida Federación Paraguaya de Deportes.
En 1939 obtuvo su primer título coronándose campeón del primer campeonato de la Tercera División denominada Segunda de Ascenso en ese tiempo, al año siguiente volvió a coronarse campeón de la misma división, puesto que no había ascensos en esos años.
En el año 1946 obtiene el título de campeón de la Segunda División, pero como en esos años no había ascensos el club no llegó a la máxima categoría.
En 1948 obtuvo de nuevo el título de campeón de la Segunda de Ascenso tercera y última categoría del fútbol paraguayo en esos años.
En 1980 logró el campeonato cuadrangular de la Segunda de Ascenso frente al Club General Caballero de Campo Grande, logrando el título de forma simbólica ya que no pudo ascender por falta de cumplimiento de reglamentaciones sobre el Estadio Alfredo Stroessner.

## Estadio
El estadio Alfredo Stroessner tiene una capacidad para 100 personas sentadas y se halla en las calles Willian Richardson entre Incas e Indio Francisco del Barrio Vista Alegre de Asunción.

## Palmarés

### Torneos nacionales
- Segunda División (1): 1946.
- Tercera División (3): 1939, 1940, 1948